# Landing Helicopter Dock

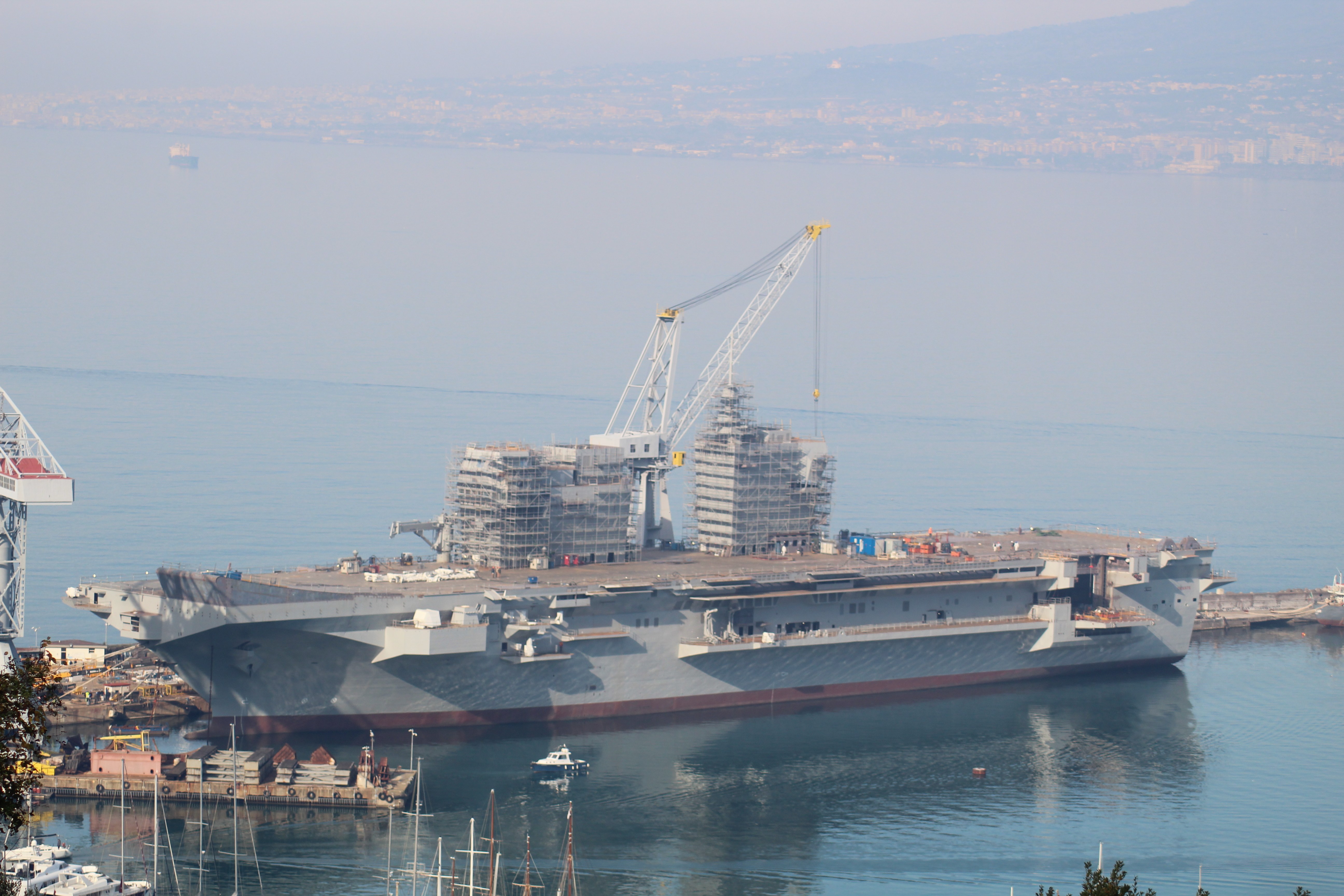
Nave Trieste in allestimento a Castellammare di Stabia

Le Landing Helicopter Dock (LHD), in italiano Portaelicotteri d'assalto anfibio, secondo la classificazione della US Navy, sono delle navi d'assalto anfibio polivalenti (Amphibious Assault Ship Multi-Purpose) dotate di ponte di volo continuo, a bordo delle quali possono operare aeromobili quali elicotteri e/o velivoli STOL/VTOL. Le unità sono dotate anche di un grande bacino allagabile in grado di accogliere mezzi da sbarco del tipo LCAC, LCU o LCM. 

## Descrizione

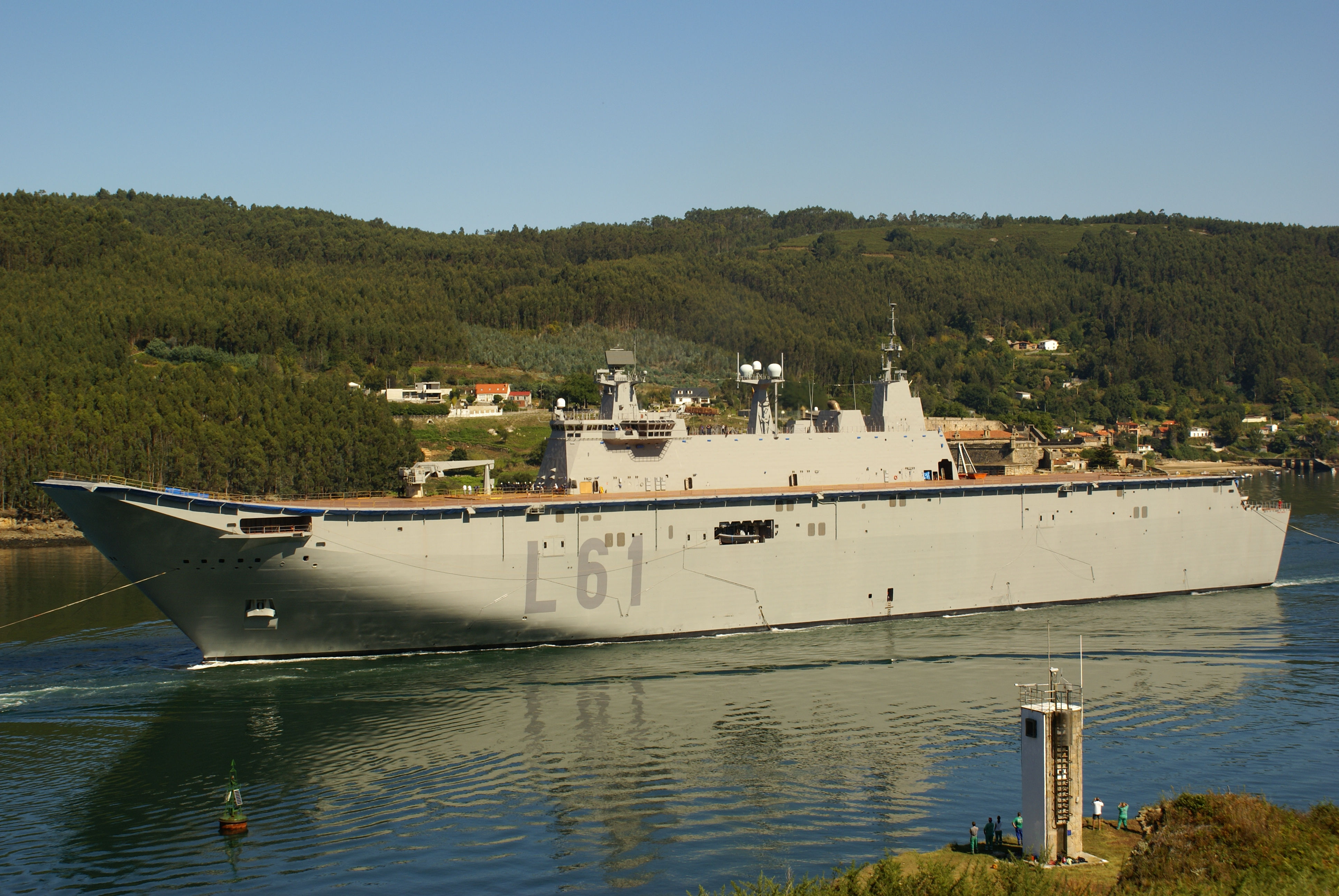
La Juan Carlos I (L-61).

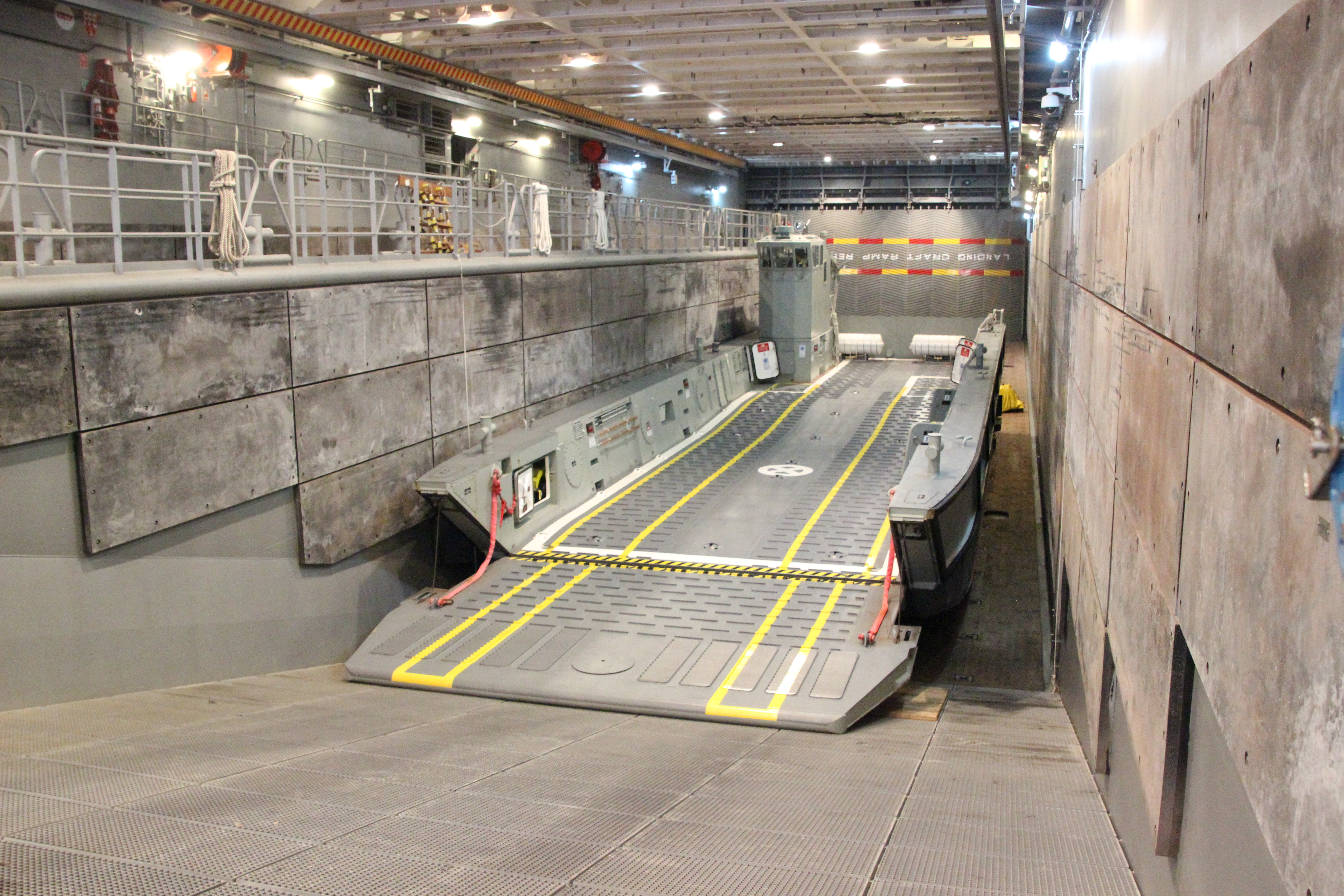
La HMAS Canberra (L02)'s well deck.

Le unità sono dotate di un grande bacino allagabile in grado di accogliere mezzi da sbarco e mezzi del tipo LCAC. Appartengono a questa categoria le navi della US Navy della classe Wasp che sono capaci di imbarcare 3 LCAC o 2 LCU.
Le Landing Helicopter Dock statunitensi sono navi in grado operare con aeromobili quali l'AV-8B Harrier II e l'F-35B; dal punto di vista delle dimensioni hanno un dislocamento di circa 41 000 long ton (41 657,9 t), il che le rende, in termini di dimensioni, più grandi di alcune portaeromobili (HMS Illustrious (R06), Giuseppe Garibaldi (C 551), Cavour (C 550), HTMS Chakri Naruebet, Principe de Asturias (R-11)).
Le LHD americane della classe Wasp sono delle grandi navi da guerra anfibia e somigliano a delle piccole portaerei, sono capaci di farvi operare aerei di tipo Vertical/Short Take-Off and Landing (V/STOL), Short Take-Off and Vertical Landing (STOVL).
ertical Landing (STOVL), Vertical Take-Off and Landing (VTOL), tilt-rotor and Rotary Wing (RW); hanno un well deck per ospitare Landing Craft, Air Cushioned (LCAC) e altri mezzi da sbarco.

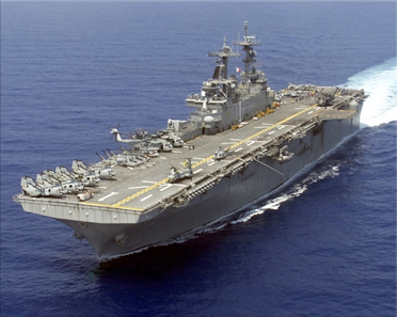
La USS Wasp (LHD-1).

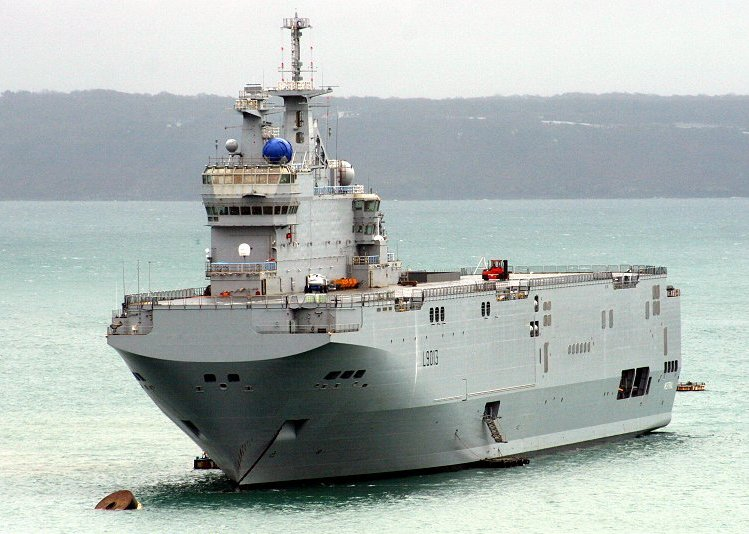
La Mistral (L9013).

Le LHD europee, a differenza di quelle statunitensi, hanno dimensioni più ridotte e in particolare un minor dislocamento; in genere presentano comunque il bacino allagabile per utilizzare diversi tipi di mezzi da sbarco, operano principalmente con elicotteri e, quando dotate di sky jump, eventualmente anche con aerei STOVL.
Le navi della classe Mistral sono progettate per operare esclusivamente con elicotteri; la Juan Carlos I (L-61) spagnola, le 2 Canberra australiane e quella in costruzione per la Turchia (basate sul progetto della Juan Carlos I) sono dotate di ski-jump per farvi operare anche degli aerei a decollo corto e atterraggio verticale.

## Unità
| Hull number | Nome             | Lunghezza        | Larghezza       | Dislocamento                                | EIS               | DIS       |
| U.S. Navy   | U.S. Navy        | U.S. Navy        | U.S. Navy       | U.S. Navy                                   | U.S. Navy         | U.S. Navy |
| ----------- | ---------------- | ---------------- | --------------- | ------------------------------------------- | ----------------- | --------- |
| LHD-1       | Wasp             | 257,3 m (844 ft) | 32,3 m (106 ft) | 41 302,3 t (40 650 long ton) a pieno carico | 29 luglio 1989    |           |
| LHD-2       | Essex            | 257,3 m (844 ft) | 32,3 m (106 ft) | 41 302,3 t (40 650 long ton) a pieno carico | 17 ottobre 1992   |           |
| LHD-3       | Kearsarge        | 257,3 m (844 ft) | 32,3 m (106 ft) | 41 302,3 t (40 650 long ton) a pieno carico | 16 ottobre 1993   |           |
| LHD-4       | Boxer            | 257,3 m (844 ft) | 32,3 m (106 ft) | 41 302,3 t (40 650 long ton) a pieno carico | 11 febbraio 1995  |           |
| LHD-5       | Bataan           | 257,3 m (844 ft) | 32,3 m (106 ft) | 41 005,6 t (40 358 long ton) a pieno carico | 20 settembre 1997 |           |
| LHD-6       | Bonhomme Richard | 257,3 m (844 ft) | 32,3 m (106 ft) | 41 005,6 t (40 358 long ton) a pieno carico | 15 agosto 1998    |           |
| LHD-7       | Iwo Jima         | 257,3 m (844 ft) | 32,3 m (106 ft) | 41 005,6 t (40 358 long ton) a pieno carico | 20 giugno 2001    |           |
| LHD-8       | Makin Island     | 257,3 m (844 ft) | 32,3 m (106 ft) | 42 442,3 t (41 772 long ton) a pieno carico | 29 ottobre 2009   |           |

| Hull number                                                                   | Nome               | Lunghezza        | Larghezza        | Dislocamento                                | EIS               | DIS              |
| Marine nationale                                                              | Marine nationale   | Marine nationale | Marine nationale | Marine nationale                            | Marine nationale  | Marine nationale |
| ----------------------------------------------------------------------------- | ------------------ | ---------------- | ---------------- | ------------------------------------------- | ----------------- | ---------------- |
| L 9013                                                                        | Mistral            | 199 m (652,9 ft) | 32 m (105,0 ft)  | 21 300 t (20 963,6 long ton) a pieno carico | 15 dicembre 2006  |                  |
| L 9014                                                                        | Tonnerre           | 199 m (652,9 ft) | 32 m (105,0 ft)  | 21 300 t (20 963,6 long ton) a pieno carico | 1º agosto 2007    |                  |
| L 9015                                                                        | Dixmude            | 199 m (652,9 ft) | 32 m (105,0 ft)  | 21 300 t (20 963,6 long ton) a pieno carico | 12 marzo 2012     |                  |
| Al-Quwwāt al-Baḥriyya al-Miṣriyya (costruite all'origine per la marina russa) |                    |                  |                  |                                             |                   |                  |
| L1010                                                                         | Gamal Abdel Nasser | 199 m (652,9 ft) | 32 m (105,0 ft)  | 21 300 t (20 963,6 long ton) a pieno carico | 2 giugno 2016     |                  |
| L1020                                                                         | Anwar El Sadat     | 199 m (652,9 ft) | 32 m (105,0 ft)  | 21 300 t (20 963,6 long ton) a pieno carico | 16 settembre 2016 |                  |

| Hull number                                                                              | Nome                                   | Lunghezza                              | Larghezza                              | Dislocamento                                | EIS                                    | DIS                                    |
| Armada Española - Juan Carlos I (L-61)                                                   | Armada Española - Juan Carlos I (L-61) | Armada Española - Juan Carlos I (L-61) | Armada Española - Juan Carlos I (L-61) | Armada Española - Juan Carlos I (L-61)      | Armada Española - Juan Carlos I (L-61) | Armada Española - Juan Carlos I (L-61) |
| ---------------------------------------------------------------------------------------- | -------------------------------------- | -------------------------------------- | -------------------------------------- | ------------------------------------------- | -------------------------------------- | -------------------------------------- |
| L-61                                                                                     | Juan Carlos I                          | 230,82 m (757,3 ft)                    | 32 m (105,0 ft)                        | 26 000 t (25 589,4 long ton) a pieno carico | 30 settembre 2010                      |                                        |
| Royal Australian Navy - classe Canberra (basata sul progetto della Juan Carlos I (L-61)) |                                        |                                        |                                        |                                             |                                        |                                        |
| L02                                                                                      | Canberra                               | 230,82 m (757,3 ft)                    | 32 m (105,0 ft)                        | 27 500 t (27 065,7 long ton) a pieno carico | 28 novembre 2014                       |                                        |
| L01                                                                                      | Adelaide                               | 230,82 m (757,3 ft)                    | 32 m (105,0 ft)                        | 27 500 t (27 065,7 long ton) a pieno carico | 4 dicembre 2015                        |                                        |
| Türk Deniz Kuvvetleri - in costruzione (basata sul progetto della Juan Carlos I (L-61))  |                                        |                                        |                                        |                                             |                                        |                                        |
| L-408                                                                                    | Anadolu                                | 230,82 m (757,3 ft)                    | 32 m (105,0 ft)                        | 28 000 t (27 557,8 long ton) a pieno carico | 2021                                   |                                        |

| Hull number     | Nome            | Lunghezza       | Larghezza       | Dislocamento            | EIS             | DIS             |
| Marina Militare | Marina Militare | Marina Militare | Marina Militare | Marina Militare         | Marina Militare | Marina Militare |
| --------------- | --------------- | --------------- | --------------- | ----------------------- | --------------- | --------------- |
| L9890           | Trieste         | 245 m           | 47 m            | 38 000 t a pieno carico | 2024            |                 |

| Hull number                              | Nome                              | Lunghezza                         | Larghezza                         | Dislocamento                      | EIS                               | DIS                               |
| Indian Navy - 4 navi in programma        | Indian Navy - 4 navi in programma | Indian Navy - 4 navi in programma | Indian Navy - 4 navi in programma | Indian Navy - 4 navi in programma | Indian Navy - 4 navi in programma | Indian Navy - 4 navi in programma |
| ---------------------------------------- | --------------------------------- | --------------------------------- | --------------------------------- | --------------------------------- | --------------------------------- | --------------------------------- |
| LHD o LPD                                | MRSV                              |                                   |                                   |                                   |                                   |                                   |
| Voenno-morskoj flot - 4 navi in progetto |                                   |                                   |                                   |                                   |                                   |                                   |
| УДК UDK                                  | Лавина Lavina                     | 180 m (590,6 ft)                  | 30 m (98,4 ft)                    | 24 000 t (23 621,0 long ton)      |                                   |                                   |
| Marina dell'EPL - 3 navi in progetto     |                                   |                                   |                                   |                                   |                                   |                                   |
| LHD                                      | Classe Type 075                   | 250 m (820,2 ft)                  | 30 m (98,4 ft)                    | 40 000 t (39 368,3 long ton)      |                                   |                                   |